# Arnaldo Cohen
Arnaldo Cohen (Rio de Janeiro, 22 de abril de 1948) é um dos mais importantes pianistas brasileiros, considerado "ícone" brasileiro nesse instrumento pela revista Concerto

## Biografia
Graduou-se no Rio de Janeiro com o grau máximo em piano e violino, e em 1972 ganhou o prestigiado Concurso Internacional de Piano
Ferruccio Busoni de piano, na Itália, dando início à trajetória que o levaria à elite do piano internacional.
Em 1981, radicou-se em Londres, onde obteve a cidadania britânica.
Cohen já realizou mais de dois mil concertos pelo mundo, em teatros de prestígio como o Concertgebouw de Amsterdã, Champs Elysées de Paris, Albert Hall de Londres, a Sydney Opera House na Austrália, Teatro Municipal do Rio de Janeiro, entre muitos outros. Recentemente, o brasileiro figurou na lista das dez melhores gravações da revista Gramophone, bíblia do mercado fonográfico, lugar esse ocupado pela primeira vez por um artista brasileiro.
Arnaldo Cohen transita também com desenvoltura pelo campo camerístico, sendo que, durante vários anos, integrou o Trio Amadeus, além de atuar regularmente com quartetos como o Lindsay, Endellion, Orlando, Chilingirian, entre outros. Desde 2004 vive nos Estados Unidos. 
Estudou engenharia na Escola Politécnica do Rio de Janeiro (1966 -1967). 
Em julho de 2019, através do decreto nº 64.331, de 15 de julho de 2019, publicado em D.O.E de 16/07/2019, foi agraciado com a Ordem do Ipiranga.